# Ladislav Kantor
Ladislav Kantor (25. listopadu 1945 Praha – 26. července 2015) byl český zpěvák, politik (bývalý volební manažer ODA), hudební dramaturg a organizátor, hudební publicista, hudební režisér a scenárista, textař, pedagog, dlouholetý člen skupiny C&K Vocal a blízký spolupracovník kapelníka této skupiny Jiřího Cerhy.
Byl také prvním ředitelem sekretariátu a protokolu prezidentské kanceláře (resp. kancléře) a poradcem v úřadu prezidenta Československa Václava Havla po sametové revoluci (1990–1992). Jako pedagog vyučoval tvorbu písňových textů na konzervatoři a na Vyšší odborné škole Jaroslava Ježka (1988–2001). V letech 1993 až 1995 působil ve funkci generálního ředitele České filharmonie, v letech 1998 až 2001 působil jako hlavní dramaturg akce Praha – Evropské město kultury 2000.

## Citát
| „            | S Láďou jsme se poznali na podzim v roce 1964 na vojně v Bruntále. Protože jsme zjistili podobnost našich kulturních a hudebních zájmů, jako mnoho mladých naší generace jsme v krátké době začali vymýšlet, co by se v možnostech vojenského učiliště dalo vytvářet. Byla to doba divadel malých forem, Semaforu, Rokoka, Reduty a dalších. Čerpali jsme z těchto zdrojů, aniž bychom se ještě pokoušeli o vlastní tvorbu. Tahle chvíle přišla paradoxně až po osmašedesátém, kdy se nám podařilo najít k sobě první sestavu C&K Vocalu. | “ |
| — Jiří Cerha | |   |